# Copa de Alemania 2010-11
La DFB-Pokal 2010-2011 fue la 68ª edición de la Copa de Alemania se inició el 13 de agosto de 2010 y finalizó el 21 de junio de 2011 en el Estadio Olímpico de Berlín. El campeón defensor fue el Bayern Múnich tras vencer al Werder Bremen en la edición anterior.
La final se disputó ante 77.000 espectadores, el Schalke 04 venció por 5-0 a su rival, el Duisburger SV 98 para conseguir su 5° Copa de Alemania.

## Calendario
- Primera Ronda: 13 al 16 de agosto de 2010

- Segunda Ronda: 26 al 27 de octubre de 2010

- Tercera ronda: 21 de diciembre de 2010 a 19 de enero de 2011

- Cuartos de final: 25 al 26 de enero de 2011

- Semifinal: 1 al 2 de marzo de 2011

- Final: 21 de junio de 2011

## Equipos participantes

### 1. Bundesliga
| - Borussia Dortmund - Bayern Múnich - Schalke 04 - Borussia Mönchengladbach - Bayer Leverkusen - Stuttgart | - Hannover 96 - Wolfsburgo - Werder Bremen - Núremberg - Hoffenheim - Friburgo | - Maguncia - Eintracht Frankfurt - Hamburgo - Hertha Berlín - Köln - Bochum |

2. Bundesliga
| - Greuther Fürth - Eintracht Frankfurt - Fortuna Düsseldorf - St. Pauli - Paderborn 07 - 1860 Múnich | - Union Berlin - Rot-Weiß Oberhausen - TuS Koblenz2 - MSV Duisburg - Karlsruher - Augsburg | - FSV Frankfurt - Energie Cottbus - Ahlen - Karlsruher SC - Alemannia Aachen - Hansa Rostock |

3. Liga
| - VfL Osnabrück - Erzgebirge Aue - Ingolstadt 04 - Eintracht Braunschweig |

Regionales
| - Nöttingen (BFV-Hoepfner-Cup - Baden Norte) - Unterhaching (Bayerischer Toto-Pokal - Baviera) - Wacker Burghausen1, 3 (Baviera) - Berliner AK 07 (Berliner Landespokal - Berlín) - Falkensee-Finkenkrug (Brandenburgischer Landespokal - Brandenburgo) - Oberneuland (Bremer Pokal - Bremen) - Victoria Hamburg (Hamburger Pokal - Hamburgo) - Kickers Offenbach (Hessenpokal - Hesse) - Schönberg 95 (Mecklenburg-Vorpommern-Pokal - Mecklemburgo-Pomerania Occidental) - Hennef 05 (Mittelrheinpokal - Mittelrhein) - Rot-Weiss Essen (Diebels-Niederrheinpokal - Niederrhein) - TSV Havelse (Niedersachsenpokal - Baja Sajonia) | - Wilhelmshaven1 (Baja Sajonia) - Roßbach/Wied (Rheinlandpokal - Renania) - Saarbrücken (Saarlandpokal - Sarre) - Chemnitzer (Sachsenpokal - Sajonia) - Hallescher (Sachsen-Anhalt-Pokal - Sajonia-Anhalt) - Lübeck (SHFV-Pokal - Schleswig-Holstein) - Offenburger (Südbadischer Pokal - Bande Sur) - Wormatia Worms (Südwestpokal - Renania-Palatinado) - Carl Zeiss Jena (TFV-Pokal - Turingia) - Arminia Bielefeld1 (Westfalenpokal - Westfalia) |

## Sistema de juego
Los equipos se enfrentan en un solo partido por ronda. En caso de empate en tiempo reglamentario, se añadirán dos tiempos suplementarios de quince minutos cada uno y si el encuentro sigue igualado, la tanda de penaltis definirá que equipo avanza a la siguiente fase.
Para la primera ronda (equivalente a los trentaidosavos de final), los 64 equipos participantes se dividieron en dos bombos. En el primer bombo se incluyeron los equipos que clasificaron a través de los campeonatos regionales, los mejores cuatro de la 3. Bundesliga y los últimos cuatro de las 2. Bundesliga. Cada equipo se enfrentó a otro perteneciente al segundo bombo, que incluye los otros 14 de la 2. Bundesliga y los 18 clubes de la 1. Bundesliga. Los clubes del primer bombo ejercieron la localía en el proceso.
La fórmula de los "dos bombos" se aplicó también para la segunda ronda, con los equipos restantes de la 3. Bundesliga en el primer bombo y los demás equipos en el segundo. Una vez se vacíe uno de los bombos, los equipos restantes se enfrentarán unos contra otros. Si algún conjunto de tercera/amateur continúa en la competición, ejercerá la localía siempre.

## Resultados

### Primera Ronda
| 13-8-2010              |      |                          |                |
| SV Wilhelmshaven       | 0–4  | Eintracht Frankfurt      |                |
| FC Ingolstadt 04       | 2–0  | Karlsruher SC            |                |
| VfB Lübeck             | 0–2  | MSV Duisburg             |                |
| FSV Frankfurt          | 2–0  | SC Paderborn 07          |                |
| VfL Osnabrück          | 2–3  | 1. FC Kaiserslautern     | (t.e.)         |
| SSV Jahn Regensburg    | 1–1  | Arminia Bielefeld        | (t.e.) (5-6 p) |
| 14-8-2010              |      |                          |                |
| FK Pirmasens           | 1–11 | Bayer 04 Leverkusen      |                |
| Wacker Burghausen      | 0–3  | Borussia Dortmund        |                |
| SV Babelsberg 03       | 1–2  | VfB Stuttgart            |                |
| FC Oberneuland         | 0–1  | SC Freiburg              |                |
| SC Pfullendorf         | 0–2  | Hertha BSC               |                |
| Rot Weiss Ahlen        | 0–4  | SV Werder Bremen         |                |
| SC Verl                | 1–2  | TSV 1860 München         |                |
| FC Hansa Rostock       | 0–4  | TSG 1899 Hoffenheim      |                |
| Chemnitzer FC          | 1–0  | FC St. Pauli             |                |
| SV Sandhausen          | 3–3  | FC Augsburg              | (t.e.) (5-7 p) |
| SV Elversberg          | 0–0  | Hannover 96              | (t.e.) (5–4 p) |
| Eintracht Braunschweig | 1–2  | SpVgg Greuther Fürth     | (t.e.)         |
| FC Erzgebirge Aue      | 1–3  | Borussia Mönchengladbach |                |
| 15-8-2010              |      |                          |                |
| Schwarz-Weiß Essen     | 1–2  | Alemannia Aachen         |                |
| TuS Koblenz            | 1–0  | Fortuna Düsseldorf       |                |
| SC Victoria Hamburg    | 1–0  | Rot-Weiß Oberhausen      |                |
| ZFC Meuselwitz         | 0–2  | 1. FC Köln               |                |
| TuS Heeslingen         | 1–2  | FC Energie Cottbus       |                |
| SV Eintracht Trier 05  | 0–2  | 1. FC Nürnberg           |                |
| Berlin Ankaraspor      | 1–2  | 1. FSV Mainz 05          |                |
| Hallescher FC          | 1–0  | 1. FC Union Berlin       |                |
| Torgelower SV Greif    | 1–5  | Hamburger SV             |                |
| Preußen Münster        | 1–2  | VfL Wolfsburg            |                |
| Kickers Offenbach      | 3–0  | VfL Bochum               |                |
| 16-8-2010              |      |                          |                |
| TSV Germania Windeck   | 0–4  | FC Bayern München        |                |
| VfR Aalen              | 1–2  | FC Schalke 04            |                |

### Segunda Ronda
| 26-10-2010               |     |                     |                |
| SC Victoria Hamburg      | 1–3 | VfL Wolfsburg       |                |
| TuS Koblenz              | 2–1 | Hertha BSC          |                |
| 1. FC Köln               | 3–0 | TSV 1860 München    |                |
| SpVgg Greuther Fürth     | 2–4 | FC Augsburg         | (t.e.)         |
| 1. FC Kaiserslautern     | 3–0 | Arminia Bielefeld   |                |
| FC Energie Cottbus       | 2–1 | SC Freiburg         |                |
| FSV Frankfurt            | 0–1 | FC Schalke 04       |                |
| FC Bayern München        | 2–1 | SV Werder Bremen    |                |
| 27-10-2010               |     |                     |                |
| Hallescher FC            | 0–3 | MSV Duisburg        |                |
| Eintracht Frankfurt      | 5–2 | Hamburger SV        |                |
| TSG 1899 Hoffenheim      | 1–0 | FC Ingolstadt       |                |
| Alemannia Aachen         | 2–1 | 1. FSV Mainz 05     |                |
| Kickers Offenbach        | 0–0 | Borussia Dortmund   | (t.e.) (4–2 p) |
| SV Elversberg            | 0–3 | 1. FC Nürnberg      |                |
| Chemnitzer FC            | 1–3 | VfB Stuttgart       | (t.e.)         |
| Borussia Mönchengladbach | 1–1 | Bayer 04 Leverkusen | (t.e.) (5–4 p) |

### Tercera Ronda
| 21 de diciembre de 2010 | 1899 Hoffenheim         | 2–0     | Borussia Mönchengladbach | Rhein-Neckar-Arena, Sinsheim                            |                                                         |
|                         | Sigurðsson 35' · Ba 63' | Reporte |                          | Asistencia: 23,500 espectadores Árbitro(s): Felix Brych | Asistencia: 23,500 espectadores Árbitro(s): Felix Brych |

| 21 de diciembre de 2010 | FC Augsburg | 0–1     | Schalke 04 | Impuls Arena, Augsburg                                   |                                                          |
|                         |             | Reporte | Farfán 84' | Asistencia: 30,660 espectadores Árbitro(s): Manuel Gräfe | Asistencia: 30,660 espectadores Árbitro(s): Manuel Gräfe |

| 22 de diciembre de 2010 | VfL Wolfsburg | 1–3     | Energie Cottbus            | Volkswagen Arena, Wolfsburg                                 |                                                             |
|                         | Džeko 56'     | Reporte | Petersen 1' 43' · Shao 40' | Asistencia: 10,801 espectadores Árbitro(s): Peter Gagelmann | Asistencia: 10,801 espectadores Árbitro(s): Peter Gagelmann |

| 22 de diciembre de 2010 | 1. FC Köln  | 1–2     | MSV Duisburg             | RheinEnergieStadion, Cologne                             |                                                          |
|                         | Terodde 84' | Reporte | Maierhofer 3' · Koch 76' | Asistencia: 44,500 espectadores Árbitro(s): Knut Kircher | Asistencia: 44,500 espectadores Árbitro(s): Knut Kircher |

| 22 de diciembre de 2010 | Alemannia Aachen                             | 1–1 (t. s.)(5–3 p.)        | Eintracht Frankfurt               | New Tivoli, Aachen              |                                 |
|                         | Höger 93'                                    | Reporte                    | Fenin 98'                         | Asistencia: 32,160 espectadores | Asistencia: 32,160 espectadores |
|                         |                                              | Tiros desde el punto penal |                                   |                                 |                                 |
|                         | Junglas · Achenbach · Arslan · Stehle · Auer |                            | Fenin · Meier · Caio · Amanatidis |                                 |                                 |

| 22 de diciembre de 2010 | VfB Stuttgart                        | 3–6 http://www.kicker.de/news/fussball/dfbpokal/spielrunde/dfb-pokal/2010-11/3/1123293/spielbericht_vfb-stuttgart-11_bayern-muenchen-14.html | Bayern Munich                                                  | Mercedes-Benz Arena, Stuttgart                            |                                                           |
|                         | Pogrebnyak 32' 45+1' · Delpierre 77' | | Ottl 6' · Gómez 8' · Klose 52' 86' · Müller 81' · Ribéry 90+4' | Asistencia: 40,500 espectadores Árbitro(s): Florian Meyer | Asistencia: 40,500 espectadores Árbitro(s): Florian Meyer |

| 19 de enero de 2011 | Kickers Offenbach | 0–2     | 1. FC Nürnberg | Bieberer Berg, Offenbach am Main                           |                                                            |
|                     |                   | Reporte | Simons 20' 66' | Asistencia: 24,000 espectadores Árbitro(s): Markus Schmidt | Asistencia: 24,000 espectadores Árbitro(s): Markus Schmidt |

| 19 de enero de 2011 | TuS Koblenz | 1–4     | 1. FC Kaiserslautern          | Stadion Oberwerth, Coblenza                              |                                                          |
|                     | Klasen 17'  | Reporte | Lakić 54' 59' 65' · Nemec 64' | Asistencia: 15,000 espectadores Árbitro(s): Babak Rafati | Asistencia: 15,000 espectadores Árbitro(s): Babak Rafati |

### Cuartos de final
| 25-1-2011 | Schalke 04                                  | 3–2 (t. s.) | 1. FC Nürnberg   | Veltins-Arena, Gelsenkirchen                                |                                                             |
|           | Gavranović 14' · Rakitić 58' · Draxler 119' | Reporte     | Schieber 4', 32' | Asistencia: 49,191 espectadores Árbitro(s): Peter Gagelmann | Asistencia: 49,191 espectadores Árbitro(s): Peter Gagelmann |

| 26-1-2011 | Energie Cottbus | 1–0     | 1899 Hoffenheim | Stadion der Freundschaft, Cottbus                       |                                                         |
|           | Shao 84'        | Reporte |                 | Asistencia: 15,220 espectadores Árbitro(s): Günter Perl | Asistencia: 15,220 espectadores Árbitro(s): Günter Perl |

| 26-1-2011 | MSV Duisburg           | 2–0     | 1. FC Kaiserslautern | Schauinsland-Reisen-Arena, Duisburg                     |                                                         |
|           | Bajić 36' · Šukalo 58' | Reporte |                      | Asistencia: 22,917 espectadores Árbitro(s): Felix Brych | Asistencia: 22,917 espectadores Árbitro(s): Felix Brych |

| 26-1-2011 | Alemannia Aachen | 0–4     | Bayern Munich                           | New Tivoli, Aachen                                         |                                                            |
|           |                  | Reporte | Gómez 26' · Müller 75' 80' · Robben 88' | Asistencia: 32,190 espectadores Árbitro(s): Michael Weiner | Asistencia: 32,190 espectadores Árbitro(s): Michael Weiner |

### Semifinales
| 1 de marzo de 2011 | MSV Duisburg                | 2–1     | Energie Cottbus     | Schauinsland-Reisen-Arena, Duisburg                        |                                                            |
|                    | Maierhofer 24' · Baljak 54' | Reporte | Petersen 78' (pen.) | Asistencia: 31,500 espectadores Árbitro(s): Michael Weiner | Asistencia: 31,500 espectadores Árbitro(s): Michael Weiner |

| 2 de marzo de 2011 | Bayern Munich | 0–1     | Schalke 04 | Allianz Arena, Munich                                     |                                                           |
|                    |               | Reporte | Raúl 15'   | Asistencia: 69,000 espectadores Árbitro(s): Florian Meyer | Asistencia: 69,000 espectadores Árbitro(s): Florian Meyer |

### Final
| 21 de mayo de 2011                                                                   | MSV Duisburg | 0–5     | Schalke 04                                                    | Olympiastadion, Berlin                                     |                                                            |
|                                                                                      |              | Reporte | - Draxler 18' - Huntelaar 22', 70' - Höwedes 42' - Jurado 55' | Asistencia: 75,708 espectadores Árbitro(s): Wolfgang Stark | Asistencia: 75,708 espectadores Árbitro(s): Wolfgang Stark |
| Por primera vez desde 2004 un equipo de la 2.Bundesliga alcanza la final de la copa. |              |         |                                                               |                                                            |                                                            |

| 18         | Guardameta     | David Yelldell   |     |
| 6          | Defensa        | Benjamin Kern    | 77' |
| 5          | Defensa        | Daniel Reiche    | 60' |
| 25         | Defensa        | Branimir Bajić   |     |
| 28         | Defensa        | Olivier Veigneau |     |
| 15         | Centrocampista | Goran Šukalo     |     |
| 4          | Centrocampista | Ivica Banović    |     |
| 20         | Centrocampista | Ivica Grlić      |     |
| 32         | Delantero      | Sefa Yilmaz      |     |
| 22         | Delantero      | Manuel Schäffler |     |
| 11         | Delantero      | Olcay Şahan      |     |
| Entrenador | Entrenador     | Milan Šašić      |     |

| 1          | Guardameta     | Manuel Neuer          |     |
| 4          | Defensa        | Benedikt Höwedes      |     |
| 14         | Defensa        | Kyriakos Papadopoulos |     |
| 21         | Defensa        | Christoph Metzelder   |     |
| 2          | Defensa        | Hans Sarpei           | 43' |
| 17         | Centrocampista | Jefferson Farfán      |     |
| 12         | Centrocampista | Peer Kluge            | 81' |
| 18         | Centrocampista | José Manuel Jurado    |     |
| 31         | Centrocampista | Julian Draxler        | 72' |
| 7          | Delantero      | Raúl González         |     |
| 25         | Delantero      | Klaas-Jan Huntelaar   |     |
| Entrenador | Entrenador     | Ralf Rangnick         |     |

| 10 | Centrocampista | Filip Trojan    | 60' |
| 27 | Delantero      | Maurice Exlager | 77' |

| 3  | Defensa        | Sergio Escudero | 43' |
| 32 | Centrocampista | Joel Matip      | 72' |
| 22 | Defensa        | Atsuto Uchida   | 81' |

|  |

| Anotado | 18' | Julian Draxler      | 0-1 |
| Anotado | 22' | Klaas-Jan Huntelaar | 0-2 |
| Anotado | 42' | Benedikt Höwedes    | 0-3 |
| Anotado | 55' | José Manuel Jurado  | 0-4 |
| Anotado | 70' | Klaas-Jan Huntelaar | 0-5 |

| Amonestado | 24' | Goran Šukalo |

| Árbitro:             | Wolfgang Stark     |
| Árbitros asistentes: | Jan-Hendrik Salver |
| Árbitros asistentes: | Mike Pickel        |
| Cuarto árbitro:      | Peter Gagelmann    |

| 18         | Guardameta     | David Yelldell   |     |
| 6          | Defensa        | Benjamin Kern    | 77' |
| 5          | Defensa        | Daniel Reiche    | 60' |
| 25         | Defensa        | Branimir Bajić   |     |
| 28         | Defensa        | Olivier Veigneau |     |
| 15         | Centrocampista | Goran Šukalo     |     |
| 4          | Centrocampista | Ivica Banović    |     |
| 20         | Centrocampista | Ivica Grlić      |     |
| 32         | Delantero      | Sefa Yilmaz      |     |
| 22         | Delantero      | Manuel Schäffler |     |
| 11         | Delantero      | Olcay Şahan      |     |
| Entrenador | Entrenador     | Milan Šašić      |     |

| 1          | Guardameta     | Manuel Neuer          |     |
| 4          | Defensa        | Benedikt Höwedes      |     |
| 14         | Defensa        | Kyriakos Papadopoulos |     |
| 21         | Defensa        | Christoph Metzelder   |     |
| 2          | Defensa        | Hans Sarpei           | 43' |
| 17         | Centrocampista | Jefferson Farfán      |     |
| 12         | Centrocampista | Peer Kluge            | 81' |
| 18         | Centrocampista | José Manuel Jurado    |     |
| 31         | Centrocampista | Julian Draxler        | 72' |
| 7          | Delantero      | Raúl González         |     |
| 25         | Delantero      | Klaas-Jan Huntelaar   |     |
| Entrenador | Entrenador     | Ralf Rangnick         |     |

| 10 | Centrocampista | Filip Trojan    | 60' |
| 27 | Delantero      | Maurice Exlager | 77' |

| 3  | Defensa        | Sergio Escudero | 43' |
| 32 | Centrocampista | Joel Matip      | 72' |
| 22 | Defensa        | Atsuto Uchida   | 81' |

|  |

| Anotado | 18' | Julian Draxler      | 0-1 |
| Anotado | 22' | Klaas-Jan Huntelaar | 0-2 |
| Anotado | 42' | Benedikt Höwedes    | 0-3 |
| Anotado | 55' | José Manuel Jurado  | 0-4 |
| Anotado | 70' | Klaas-Jan Huntelaar | 0-5 |

| Amonestado | 24' | Goran Šukalo |

| Árbitro:             | Wolfgang Stark     |
| Árbitros asistentes: | Jan-Hendrik Salver |
| Árbitros asistentes: | Mike Pickel        |
| Cuarto árbitro:      | Peter Gagelmann    |

| DFB Pokal Trophy              |
|                               |
| Schalke 04 Campeón 5.° título |

## Goleadores
| Srđan Lakić                                                          | FC Kaiserlautern | 7 |
| Stefan Maierhofer                                                    | MSV Duisburg     | 4 |
| Nando Rafael                                                         | FC Augsburgo     | 4 |
| Demba Ba                                                             | Hoffenheim       | 3 |
| Eren Derdiyok                                                        | Bayer 04         | 3 |
| Jefferson Farfán                                                     | Schalke 04       | 3 |
| Mario Gómez                                                          | Bayern Múnich    | 3 |
| Fuente: https://www.livefutbol.com/goleadores/dfb-pokal-2010-2011_2/ |                  |   |